# Otto Strecker (Schauspieler)
Otto Strecker (* 30. März 1965 in Berlin) ist ein deutscher Schauspieler.

## Leben und Karriere
Strecker absolvierte seine Schauspielausbildung von 1989 bis 1992 am Schauspielstudio Maria Körber in Berlin. Engagements folgten unter anderem an den Bühnen in Berlin, Hamburg, Dresden, Würzburg, Leipzig, Schwedt und den Freilichtspielen in Schwäbisch Hall.
In Fernsehfilmproduktionen wirkte Strecker unter anderem an Ein starkes Team, Der letzte Zeuge, Die Wache, Federmann – kleines Fernsehspiel, SOKO 5113 und Die Rosenheim-Cops.
Otto Strecker arbeitet auch als Sprecher, Regisseur und Produzent.
Die Produktionen Hamlet und Amor und Psyche wurden auf die Hörbuchbestenliste gewählt.

## Filmografie (Auswahl)
- 2009: Die Rosenheim-Cops – Alle haben Dreck am Stecken
- 2013: Die Rosenheim-Cops – Der Tod des Präsidenten